# Chiojdeni (gmina)
Chiojdeni – gmina w Rumunii, w okręgu Vrancea. Obejmuje miejscowości Cătăuți, Chiojdeni, Lojnița, Luncile, Mărăcini, Podurile, Seciu i Tulburea. W 2011 roku liczyła 2322 mieszkańców.